# 世界纪录
世界紀錄（World record）通常是指在特定的技能、運動或其他類型的活動中，經過正式驗證的全球最佳且最重要的表現。《金氏世界紀錄》及其他世界紀錄組織會彙整並出版許多值得注意的紀錄。
在美國，過去較常使用世界紀錄（World's Record）這一表述。世界最佳（The World's Best）這一術語也曾短暫使用過。目前，世界最佳仍用於田徑比賽中，包括田徑賽跑和公路跑，用來描述一些未被認定為正式世界紀錄的優秀或劣質表現：例如，該項目並非世界田徑總會追蹤紀錄的項目（如150米跑或十項全能中的單項比賽），或者因未滿足其他嚴格標準而無法成為合格項目的紀錄（如大北跑半程馬拉松，因其下坡坡度過大）。此外，該術語還用於電子遊戲的速通中，用以描述在某款遊戲及其分類中達成的最快完成時間。

## 地理
- 世界高山列表
- 七大洲最高峰列表
- 島嶼列表 (按面積)
- 世界湖泊列表
- 世界河流列表

## 人文地理
- 國家面積列表
- 國家人口列表
- 國家人口密度列表
- 海岸線長度
- 國歌
- 死亡率
- 國內生產總值
- 全球城市人口列表

## 地球物理
- 熱帶氣旋紀錄
- 地震規模列表

## 建築科技
- 最高摩天大樓列表
- 廣場規模排序列表
- 最長隧道列表
- 最長機場跑道列表
- 最長吊橋列表
- 最高塔式建築列表

## 體育
- 田徑紀錄列表
- 游泳紀錄列表
- 舉重世界紀錄列表
- 射擊紀錄列表
- 網球紀錄
- 短道速滑紀錄列表
- 速度滑冰紀錄列表
- 榮獲奧運獎牌記錄列表

## 藝術
- 史上最暢銷書籍列表
- 史上最暢銷漫畫列表
- 全球最賣座電影
- 史上最暢銷歌手列表
- 史上最暢銷專輯列表
- 史上最暢銷混音專輯列表
- 史上最暢銷單曲列表
- 世界參觀人數最多的藝術博物館列表

## 人類
- 獲驗證的最長壽者列表
- 在位時間最短君主列表
- 在位時間最長君主列表
- 最年長在世國家領導人列表

## 参見
- 吉尼斯世界纪录大全

## 外部連結
- 游泳世界紀錄（页面存档备份，存于）
- 田徑世界紀錄 （页面存档备份，存于）